# Nils Gruhne
Nils „k1to“ Gruhne (* 28. November 1998 in Leipzig) ist ein deutscher E-Sportler in der Disziplin Counter-Strike 2 und ehemals in Counter-Strike: Global Offensive.

## Karriere
Gruhne startete seine E-Sport Karriere im Jahr 2016. 2017 unterschrieb er einen Vertrag beim Schweizer Clan „Berzerk“. 2018 wechselte er zur deutschen Organisation Alternate Attax. Im Jahr 2019 spielte er für das belgische Team Epsilon Esports und für die deutsche Organisation Sprout. Im Dezember 2019 konnte er mit Sprout die deutsche Meisterschaft der Disziplin Counter-Strike: Global Offensive gewinnen. Anfang 2020 unterschrieb er zusammen mit Florian „syrsoN“ Rische einen Vertrag beim deutschen Clan Berlin International Gaming.
Anfang Juli 2020 konnte Gruhne mit Berlin International Gaming den ersten Platz der ESL- und HLTV-Weltrangliste für CS:GO erreichen. Berlin International Gaming ist das erste deutsche Team, welches diesen Platz erreichte. In diesem Jahr konnte er mit Berlin International Gaming drei Turniere des Veranstalters Dreamhack gewinnen. Weitere Siege folgten bei der cs_summit 6, der Merkur Masters Season 1 und zwei #HomeSweetHome Turnieren.
2021 siegte er im Funspark Ulti 2020. Außerdem erreichte er das Finale in der DreamHack Open November 2021 und das Halbfinale im V4 Future Sports Festival 2021. Nachdem er Anfang 2022 den dritten Platz im Funspark ULTI 2021 erreicht hatte, wurde er im März 2022 wurde vom Hauptteam ins Team der BIG Omen Academy versetzt. Sein Nachfolger im Hauptteam wurde Karim „Krimbo“ Moussa. Aufgrund einiger Krankheitsfälle im Hauptteam spielte er als Ersatz im Pinnacle Cup. wo er den dritten Platz erreichte und im Roobet Cup, welches sein Team gewinnen konnte. Im August wurde er zurück ins Hauptteam befördert, wo er Tizian Feldbusch ersetzte. In diesem Jahr erzielte er anschließend den zweiten Rang bei der Elisa Masters Espoo 2022 und den 9.–11. Platz im IEM Major: Rio 2022.
Nachdem er im Juni 2023 bei Berlin International Gaming auf die Bank gesetzt und zum Transfer freigegeben wurde, wechselte kurz darauf folgend zur europäischen E-Sport-Organisation OG. 2024 erreichte er mit OG den zweiten Platz im Skyesports Masters 2024. Im August 2024 wurde er auf die Bank gesetzt. Nach dem Ablauf seines Vertrages bei OG spielte er zu Beginn des Jahres 2025 als Ersatz für den verletzten Ethan Serrano bei M80 einige Turniere.
Nils Gruhne konnte in seiner Karriere ein Preisgeld von ungefähr 350.000 US-Dollar einsammeln.

## Erfolge
| Jahr | Platz   | Turnier                                     | Team                        | Persönliches Preisgeld |
| ---- | ------- | ------------------------------------------- | --------------------------- | ---------------------- |
| 2019 | 3. – 4. | Charleroi Esports 2019                      | Epsilon eSports             | 02.000 €               |
| 2019 | 2.      | Games Clash Masters 2019                    | Sprout                      | 04.000 $               |
| 2019 | 2.      | DreamHack Open Atlanta 2019                 | Sprout                      | 04.000 $               |
| 2020 | 1.      | DreamHack Open Leipzig 2020                 | Berlin International Gaming | 010.000 $              |
| 2020 | 1.      | DreamHack Masters Spring 2020: Europe       | Berlin International Gaming | 010.800 $              |
| 2020 | 1.      | cs_summit 6 Online: Europe                  | Berlin International Gaming | 02.000 $               |
| 2020 | 2.      | DreamHack Open Summer 2020: Europe          | Berlin International Gaming | 07.000 $               |
| 2020 | 3.      | Blast Premier: Fall 2020                    | Berlin International Gaming | 08.000 $               |
| 2020 | 3. – 4. | Intel Extreme Masters XV - Global Challenge | Berlin International Gaming | 010.000 $              |
| 2021 | 3. – 4. | DreamHack Open January 2021: Europe         | Berlin International Gaming | 01.200 $               |
| 2021 | 1. – 3. | Blast Premier: Spring Groups 2021           | Berlin International Gaming | 05.000 $               |
| 2021 | 1.      | Funspark Ulti 2020                          | Berlin International Gaming | 030.000 $              |
| 2021 | 2.      | DreamHack Open November 2021                | Berlin International Gaming | 04.000 $               |
| 2021 | 3. – 4. | V4 Future Sports Festival - Budapest 2021   | Berlin International Gaming | 04.000 €               |
| 2022 | 3.      | Funspark Ulti 2021                          | Berlin International Gaming | 03.000 $               |
| 2022 | 1.      | Roobet Cup                                  | Berlin International Gaming | 025.000 $              |
| 2022 | 2.      | Elisa Masters Espoo 2022                    | Berlin International Gaming | 05.600 $               |
| 2024 | 2.      | Skyesports Masters 2024                     | OG                          | 014.000 $              |

## Persönliches
Nils Gruhne streamt unter seinem Nickname k1to aktiv auf der Livestreaming-Plattform Twitch, auf der er derzeit über 55.000 Follower hat.